# Reiterstandbild von Friedrich VII.

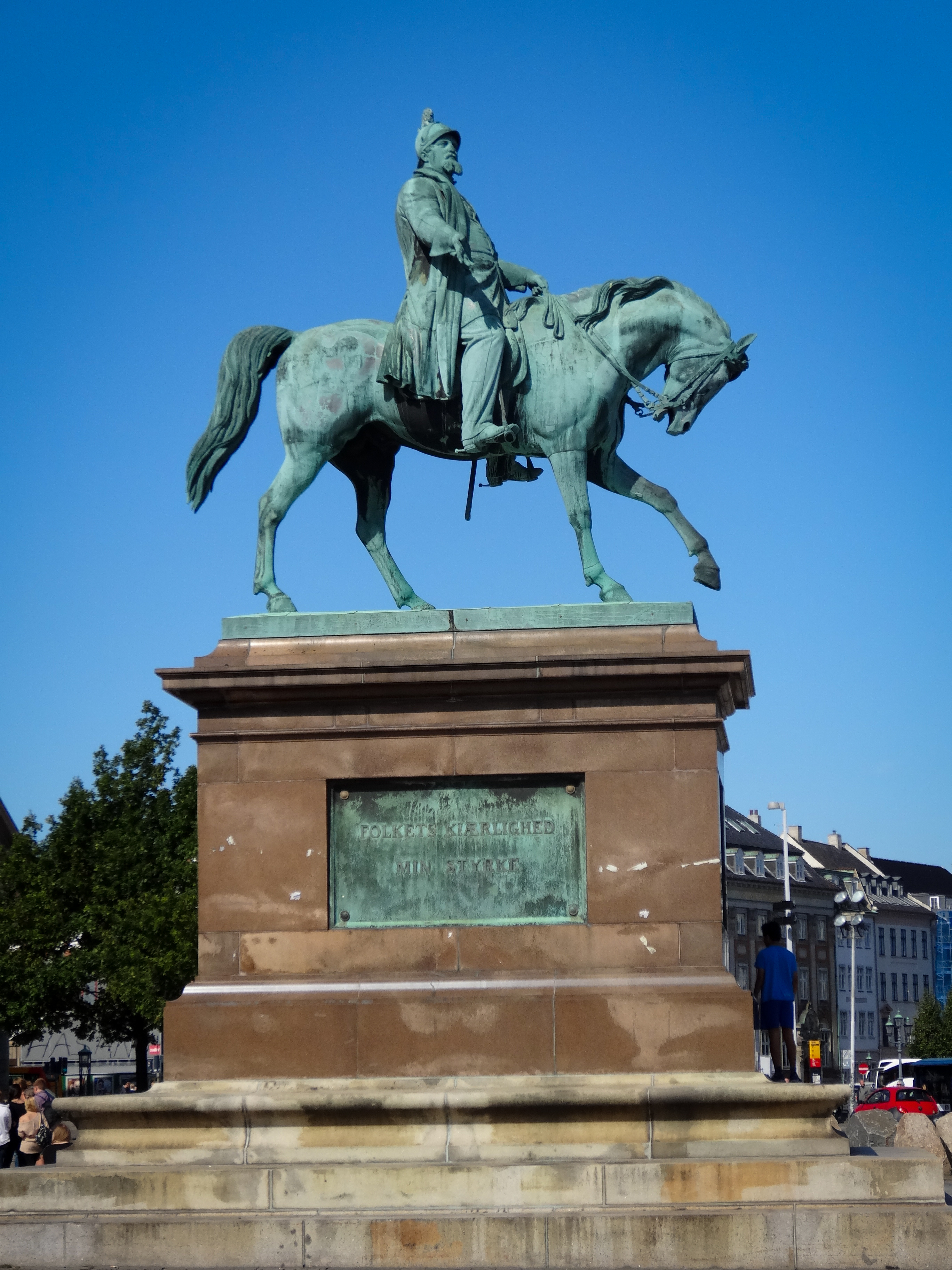
Reiterstandbild von Frederik VII.

Das Reiterstandbild Friedrichs VII. vor Christiansborg auf Slotsholmen in Kopenhagen wurde von Herman Wilhelm Bissen modelliert und von seinem Sohn Vilhelm Bissen 1873 posthum vollendet. Es erinnert an die zentrale Rolle König Friedrichs VII. beim Übergang von der absoluten zur konstitutionellen Monarchie in Dänemark.

## Geschichte
Als Kronprinz Friedrich 1848 nach dem Tod seines Vaters den dänischen Thron bestieg, wurde er der neunte absolute Monarch Dänemarks seit 1660. Am 21. März 1848 versammelten sich 10.000 Menschen auf dem Platz vor Schloss Christiansborg und forderten eine neue Regierung und demokratische Reformen. Der König stimmte sofort zu, und am 5. Juni 1849 wurde die dänische Verfassung unterzeichnet.

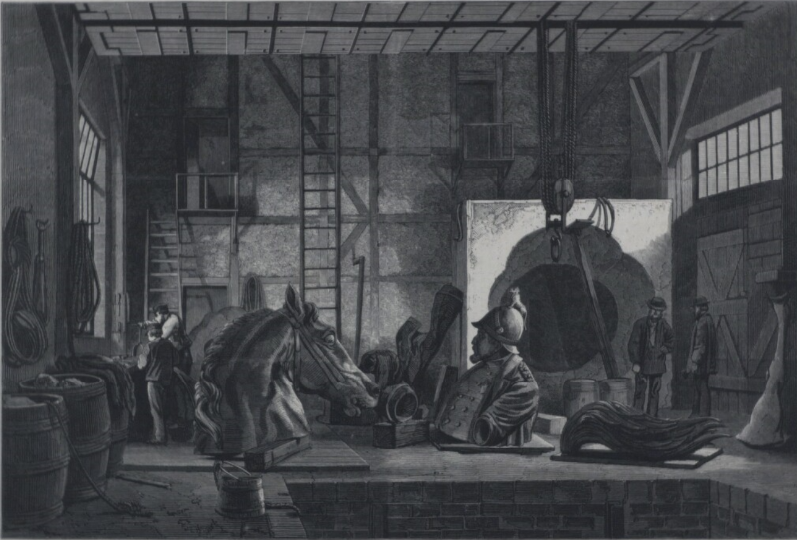
Bissens Atelier mit Teilen des bronzenen Reiterstandbilds von König Frederik VII.

Die Statue wurde auf Initiative eines Komitees unter dem Vorsitz von Carl Ploug geschaffen, um an die Rolle des Monarchen beim Übergang von der absoluten zur konstitutionellen Monarchie zu erinnern. Sie wurde vom dänischen Staat und der Stadt Kopenhagen über die Eibeschütz-Stiftung für die Seligsprechung der Stadt gestiftet. Die übrigen Mittel stammen aus einer landesweiten Spendenaktion. Herman Wilhelm Bissen wurde mit dem Entwurf der Statue beauftragt, die später von seinem Sohn Vilhelm Bissen vollendet wurde. Sie wurde von Pariser Bronzegießern in der Werkstatt von Vilhelm Bissen in Carlsberg gegossen. Das Denkmal wurde am 6. Oktober 1873 enthüllt und überstand den Brand des zweiten Schlosses Christiansborg im Jahr 1894.

## Beschreibung
Die Statue zeigt Frederik VII. von Dänemark hoch zu Ross und in einem langen Mantel.
Der Granitsockel ist auf allen Seiten mit Bronzeplaketten verziert. Die Platte auf der Vorderseite zeigt einen vergoldeten Eichenkranz und die Inschrift „5/IUNI/1849“ in vergoldeten Buchstaben. Die Bronzetafel auf der linken Seite zeigt den Wahlspruch von Frederik VII: „FOLKETS KIÆRLIGHED/MIN STYRKE“ (Die Liebe des Volkes, meine Stärke). Die Inschrift auf der rechten Seite lautet „FREDERIK D: SYVENDE/GRUNDLOVENS GIVER.“ (Frederik der Siebte, Bewilliger der Verfassung). Die Inschrift auf der Rückseite lautet: „FØDT 1808./KONGE 1848./DØD 1863.“ (Geboren 1808, König 1848, gestorben 1863).